# 도시고속화도로
도시고속화도로는 도시지역이나 그 인근에 건설된 고속화도로이다. 대한민국에서는 흔히 도시고속도로라고 부르기도 하지만, 고속도로와 같은 부류는 아니다.
고속화도로는 명확한 법적 정의나 한계가 없어서 도로법에 따른 도로의 분류에는 포함되지 않는 개념이다. 하지만 일반적으로 (고속국도를 제외한) 자동차 전용도로의 구간 중 일부를 고속화도로라 일컫는 경우가 많다. 고속국도와 마찬가지로 건널목과 신호체계없이 진출·입차량의 직접적인 영향을 최소화시켜 운영되고, 제한 최고속도가 통상적으로 80 ~ 90km/h이며, 보통은 최적속도 한계도 존재하는 도로가 대부분이다.
도시고속화도로의 도로는 일반도로로서 자동차 전용도로이고 지정은 도로관리청이 담당하며, 지정대상으로는 국도 및 주요 지방도와 특별시도, 광역시도 등의 시가지 간선도로 등의 주간선도로 역할을 하는 도로이다.
대표적인 노선은 강변북로, 올림픽대로, 제3경인고속화도로, 자유로, 번영로, 내부순환로, 신천대로, 동부간선도로, 갑천도시고속도로, 봉담과천로, 강남순환로, 비봉매송로 등이 있다.
고속화도로는 일반국도나 지방도 같은 일반 도로들을 건널목과 신호등 없이 자동차가 고속으로 달릴 수 있도록 만들어 놓은 도로로써, 일반적으로 도로의 고속화를 위해 커브의 곡률반경이나 구배를 제한하고 평면교차나 신호등 등을 없애고 기존 도로교통로의 방해가 되지 않게 입체교차 등의 도로 시설을 고속 주행에 알맞게 설계 시공한다.
도시고속화도로는 도시지역의 고속화도로 일종으로써 도시내의 주요지역 사이를 비교적 빠르게 연결하거나, 인근 다른도시지역과 연결하는 등의 기능을 한다. 도로 진출입 위한 나들목 등의 램프 시설도 고속국도 시설 기준에 비해 조금 더 많이 설치 할 수 있다. 새로운 도로부지의 한계 및 기존 시가지 도로교통에 영향을 받지 않게 하기 위해 대부분의 도시고속화도로는 기존의 도로 위에 고가 혹은 지하에 도로를 설치하거나, 강이나 하천 유역을 따라 건설되는 편이다.
일반 시내도로 경우 수많은 교차로와 신호등이 있으므로 주행속도가 느려 차량의 고속화의 한계가 있지만 주행속도가 빠른 도로 건설로 인해 교통량이 많은 구간에도 비교적 차량 수송한계량이 증가될 수 있다. 따라서 일반 시내도로가 분담하는 교통량이 상대적으로 줄어, 교통 혼잡의 해결책의 하나로 건설되는 경우가 많다. 또한 계획도시나 신도시, 위성도시 등의 경우에는 도시고속화도로가 주간선도로의 상향 체계로 계획되어 그 도시 도로교통망의 중심 골격 역할 및 타 도시간의 교통망 확충 역할을 염두에 두고 도시계획과 교통에 반영된다. 또한 대도심지역으로 유입되는 외부지역의 교통량을 효과적으로 분산, 유도하기위한 주요 우회도로의 역할을 하거나 도시 지역의 내부 혹은 외부순환 도로망 역할, 고속국도의 진출입 도로로써 역할도 한다.

## 같이 보기
- 자동차 전용도로
- 고속도로

1. ↑  일부 구간